# Heliotropium sudanicum
Heliotropium sudanicum är en strävbladig växtart som beskrevs av F. W. Andrews. Heliotropium sudanicum ingår i Heliotropsläktet som ingår i familjen strävbladiga växter. Inga underarter finns listade i Catalogue of Life.